# Alstroemeria bilabiata
Alstroemeria bilabiata este o specie de plante monocotiledonate din genul Alstroemeria, familia Alstroemeriaceae, descrisă de Pierfelice Ravenna. Conform Catalogue of Life specia Alstroemeria bilabiata nu are subspecii cunoscute.